# Akram Nakach
Akram Nakach (in arabo أكرم نقاش‎?; Casablanca, 7 aprile 2002) è un calciatore marocchino, difensore del FAR Rabat.

## Carriera

### Club
Nakach è cresciuto nel settore giovanile dell'Union Touarga, dove ha debuttato nel 2021 in Botola 2. Ha segnato il suo primo gol il 7 ottobre 2022 nell'incontro di Botola 1 Pro vinto 1-0 contro il Chabab Mohammedia.
Nel 2024 è stato ceduto a titolo definitivo al FAR Rabat.

### Nazionale
Ha giocato nelle nazionali giovanili marocchine Under-17 ed Under-23.
Nel 2024 è stato convocato dalla nazionale olimpica marocchina per partecipare ai Giochi della XXXIII Olimpiade.

## Statistiche

### Presenze e reti nei club
Statistiche aggiornate al 24 luglio 2024.
| Stagione        | Squadra         | Campionato      | Campionato | Campionato | Coppe nazionali | Coppe nazionali | Coppe nazionali | Coppe continentali | Coppe continentali | Coppe continentali | Altre coppe | Altre coppe | Altre coppe | Totale | Totale | Totale |
| Stagione        | Squadra         | Comp            | Pres       | Reti       | Comp            | Pres            | Reti            | Comp               | Pres               | Reti               | Comp        | Pres        | Reti        | Pres   | Reti   |        |
| --------------- | --------------- | --------------- | ---------- | ---------- | --------------- | --------------- | --------------- | ------------------ | ------------------ | ------------------ | ----------- | ----------- | ----------- | ------ | ------ | ------ |
| 2021-2022       | Union Touarga   | B2              | 10         | 0          | CM              | 0               | 0               |                    | -                  | -                  |             | -           | -           | 10     | 0      |        |
| 2022-2023       | Union Touarga   | B1              | 22         | 2          | CM              | 1               | 0               |                    | -                  | -                  |             | -           | -           | 23     | 2      |        |
| 2023-2024       | Union Touarga   | B1              | 2          | 0          | CM              | 0               | 0               |                    | -                  | -                  |             | -           | -           | 2      | 0      |        |
| Totale carriera | Totale carriera | Totale carriera | 34         | 2          |                 | 1               | 0               |                    | -                  | -                  |             | -           | -           | 35     | 2      |        |

## Palmarès
- Bronzo olimpico: 1

Parigi 2024